# Taxi Alingsås AB
Taxi Alingsås är ett svenskt taxibolag med huvudkontor i Alingsås. 
Företaget bildades 1925 för att möta det behov som fanns då det fanns få privata personbilar i Alingsåstrakten. Det bildades ursprungligen som ekonomisk förening med ett antal delägare och ombildades till aktiebolag i samband med avregleringen 1990.